# Пармантье (станция метро)
Пармантье (фр. Parmentier) — станция линии 3 Парижского метрополитена, расположенная в XI округе на пересечении трёх улиц: авеню Репюблик, авеню Пармантье и рю Оберкампф. Названа по одноимённой авеню, получившей своё имя по фамилии французского агронома и фармацевта Антуана Огюста Пармантье.

## История
- Станция открылась 19 октября 1904 года в составе первого участка линии 3 Вилье — Пер-Лашез.
- Пассажиропоток по станции по входу в 2011 году, по данным RATP, составил 3 357 432 человек[2]. В 2013 году этот показатель снизился до 3 305 625 пассажиров (160 место по уровню входного пассажиропотока в Парижском метро)[3].

## Галерея

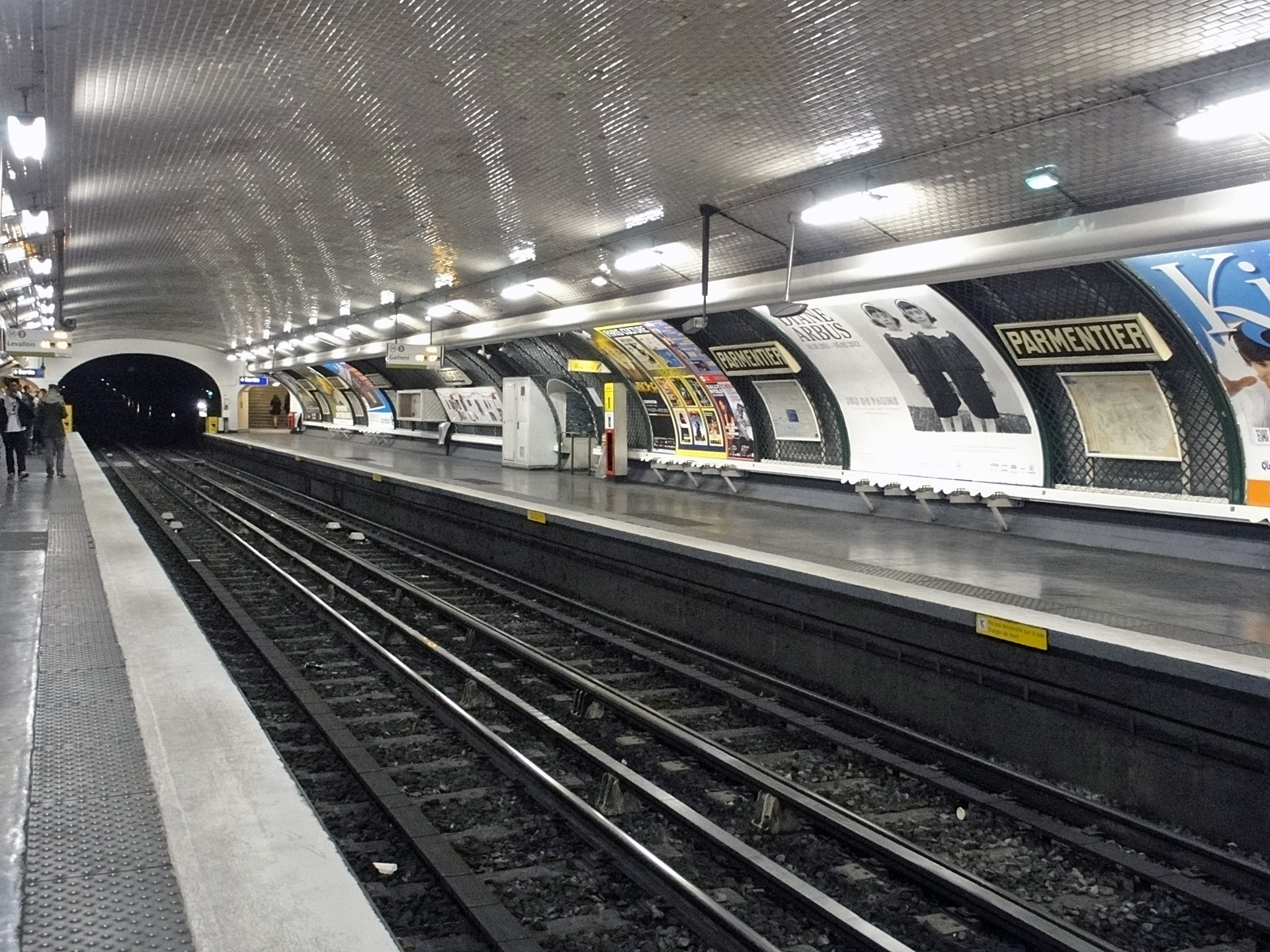
Вид на зал станции
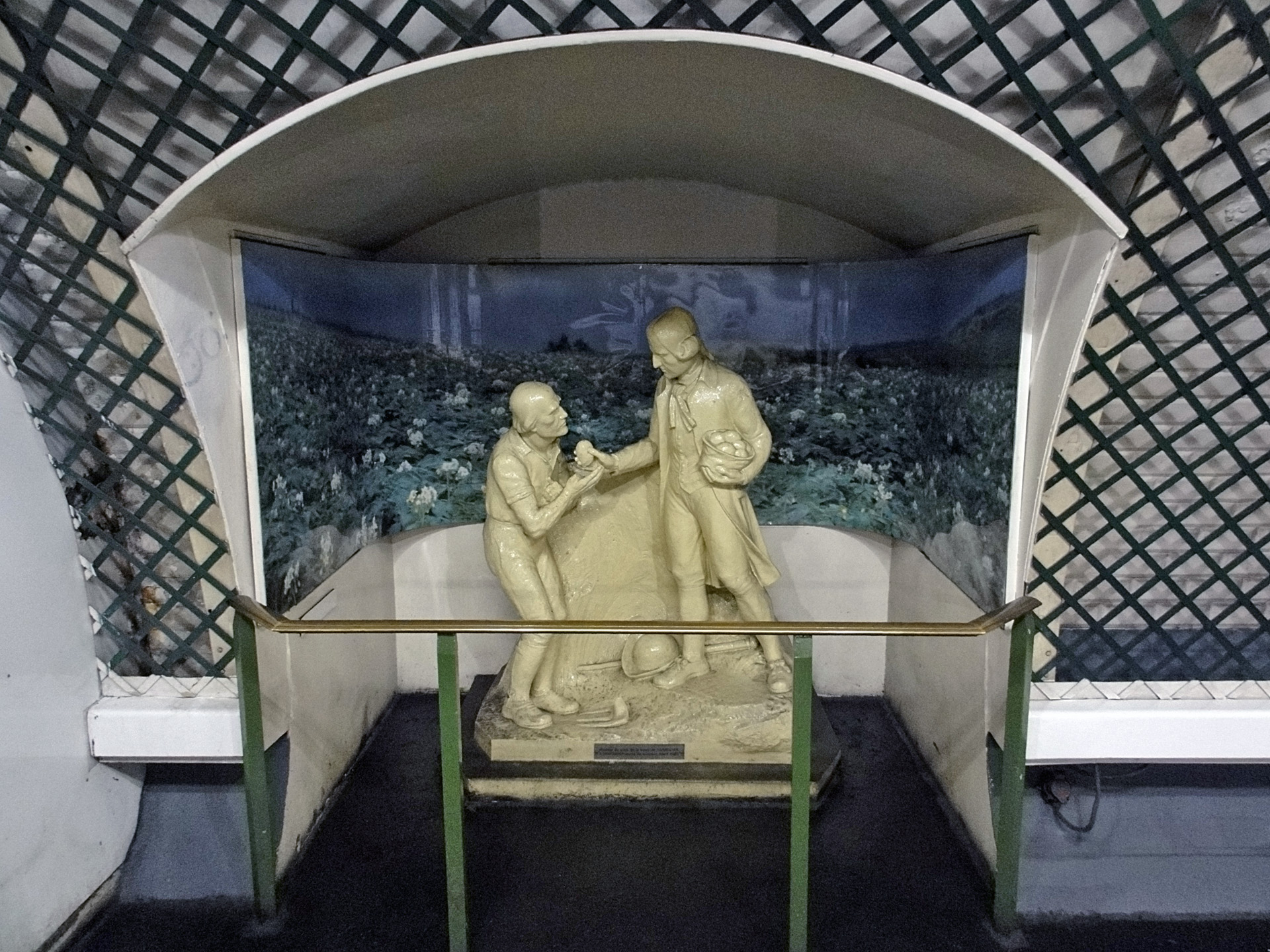
Скульптурный портрет Антуана Огюста Пармантье
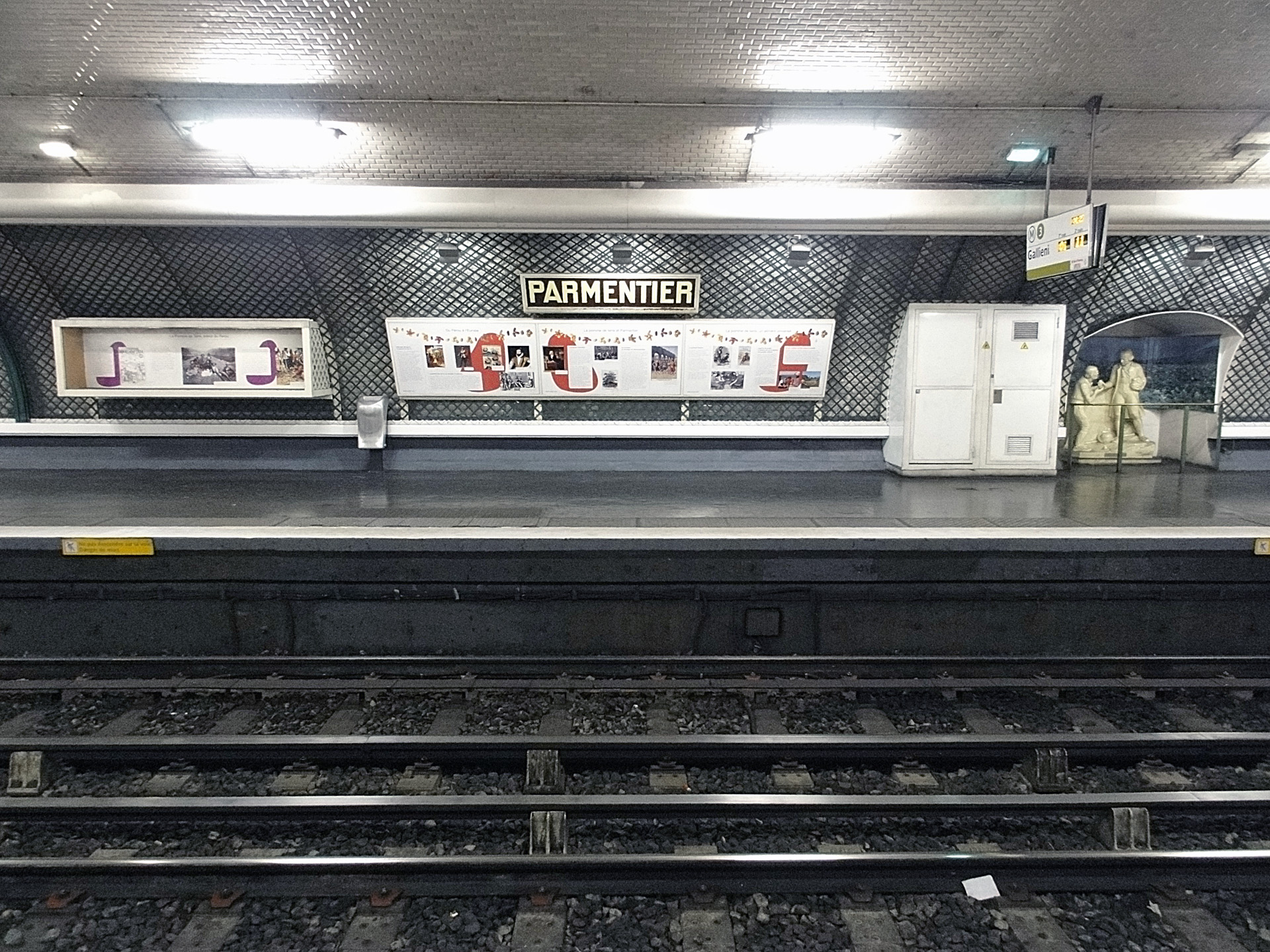
Путевая стена
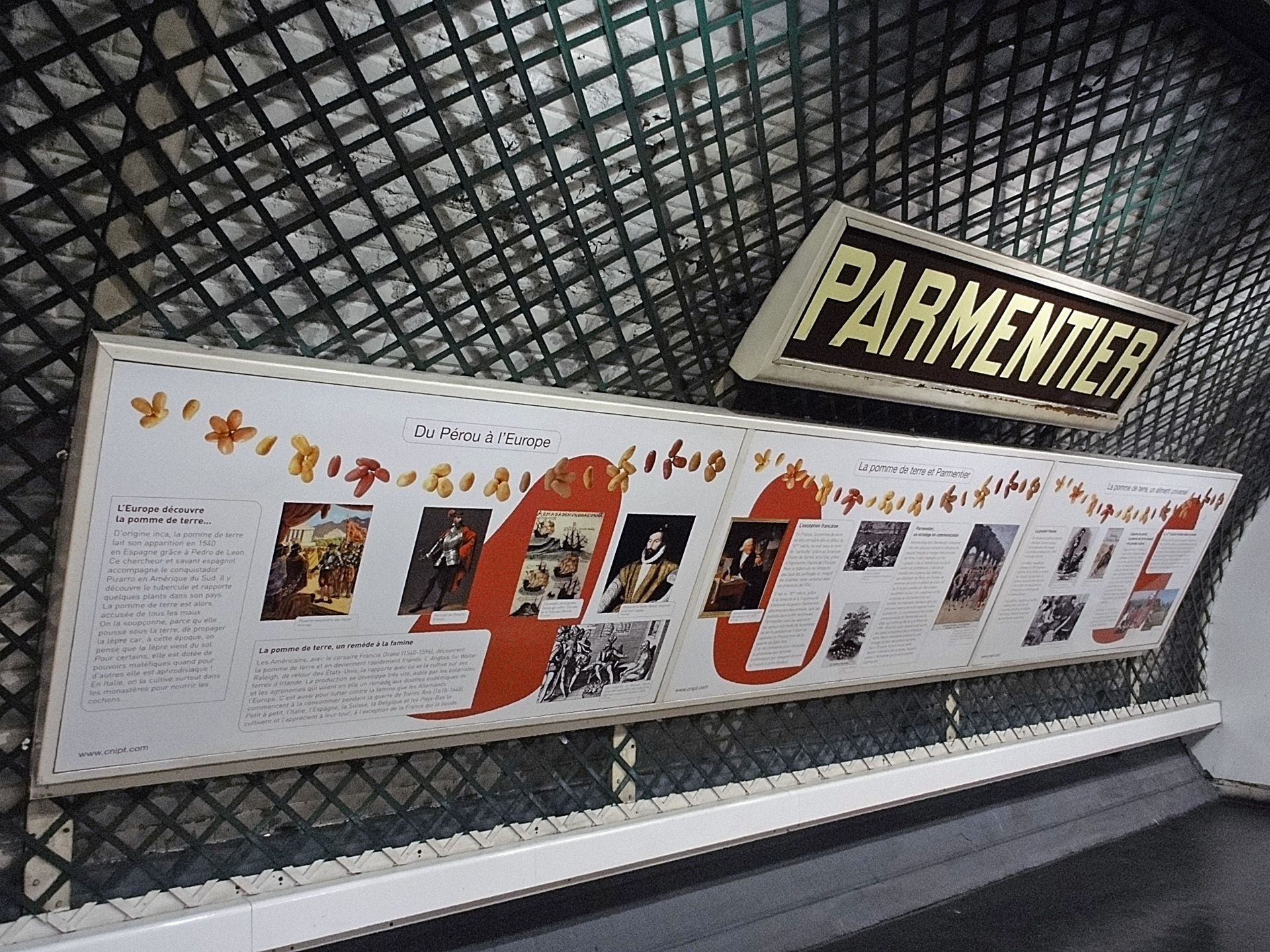
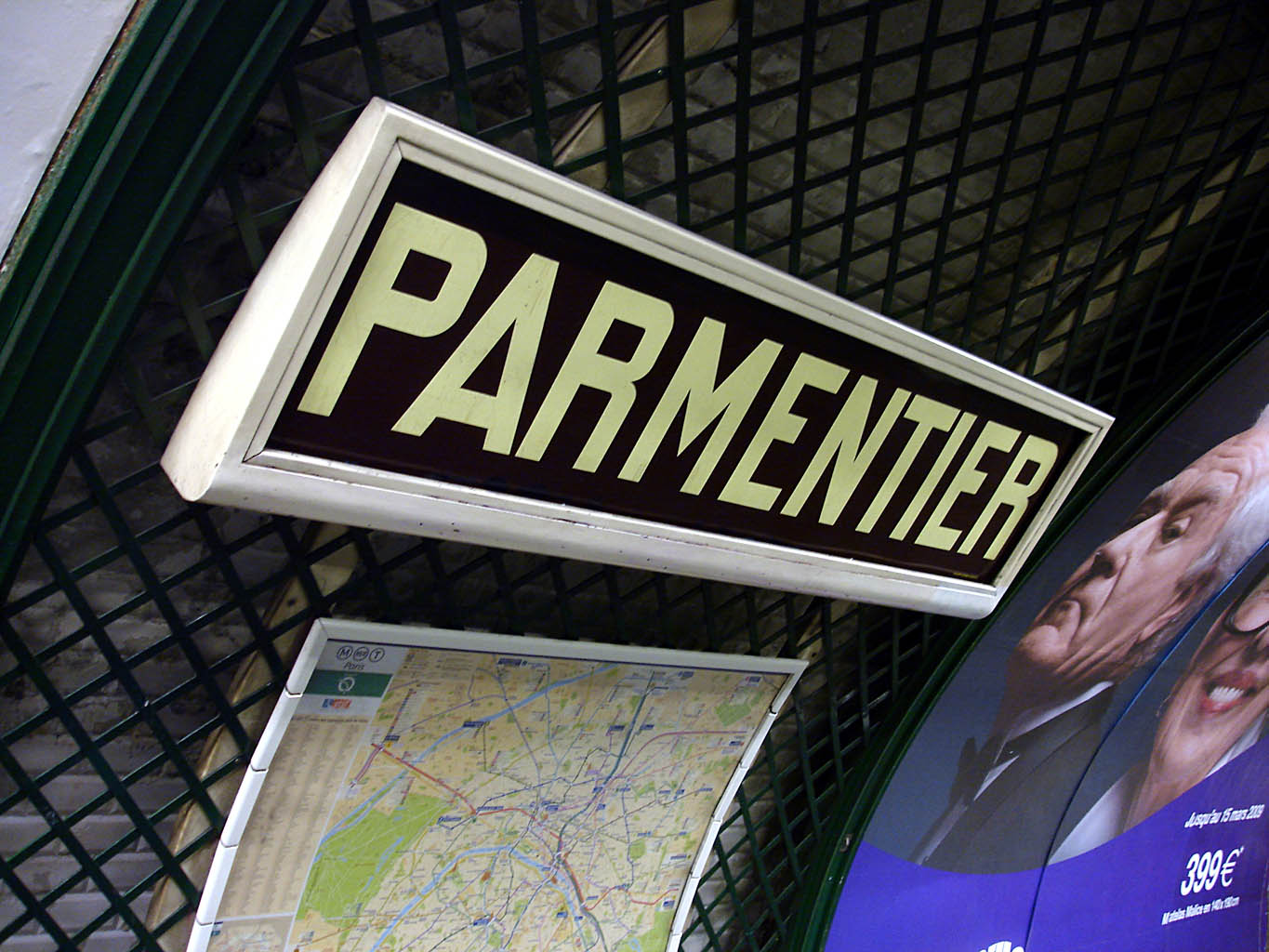
Вывеска с названием станции